# J. E. Zacharias

Fabriksgebäude von J. E. Zacharias (vor 1900)

Zurichterei

Gerberei

Färberei

Zuschneide-Saal

J. E. Zacharias war eine k.u.k. Hof-Handschuhfabrik in Wien-Nussdorf.

## Geschichte
Im Jahre 1863 kaufte J. E. Zacharias das alte Handschuh-Verkaufsgeschäft S. Scheuchenstuhl in der Spiegelgasse in Wien und legte damit den Grund zu einer der größten Handschuh-Fabriksunternehmen in Österreich.
Zuerst lag es bis 1870 im 4. Wiener Gemeindebezirk Wieden in der Karlsgasse, dann bis im Jahre 1880 bereits im eigenen Haus in der Paniglgasse, ebenfalls auf der Wieden. Das Geschäft wurde später immer größer und ertragreicher. Die Erzeugungsstätte musste vergrößert werden, was durch den Bau eines großen Fabriks- und Manipulationsgebäudes in der Schleifmühlgasse Nr. 4 geschah. Das Unternehmen wuchs rasch. Zum Erfolg trugen die in Wien errichteten fünf Detailniederlagen im Palais Equitable an der Seilergasse, dem Kohlmarkt, den Tuchlauben, der Schleifmühlgasse auf der Wieden und in der Mariahilfer Straße 31 bei.
Eine eigene bedeutende Nahtfaktorei auf dem Land kam dazu, welche Ende 1890 über 300 Arbeiterinnen beschäftigte und durch jährliche Auszahlungen von 50.000 bis 60.000 fl. an Arbeitslöhnen in der Gegend brachte.
Die Erzeugnisse gewannen einen guten Ruf und die Firma entwickelte sich immer kräftiger. Die Verarbeitung und Herrichtung der Rohfelle zu den Handschuhen erfolgte in eigener Regie. Erstmals wurde damit eine damals im Land unbekannte Art des Gerbens von hochwertigen Rohfellen, zum Beispiel Lamm- und Zickelfellen italienischer und französischer Herkunft, in Österreich eingeführt. Die Fabrik wurde erweitert, um Raum für die Gerberei und Färberei zu schaffen. Die Anlage in der Schleifmühlgasse reichte nicht aus und man entschloss sich wegen des Bedarfs an reinem Wasser, der Einrichtung des Dampfbetriebes usw. ein neues Werk zu bauen und es ganz an die Peripherie der Stadt nahe dem Donaugrundwasser zu verlegen. Im Jahre 1886 wurde in dem für die Zwecke am günstigsten gelegenen, damaligen Vorort Nussdorf binnen eines Jahres eine für die gesamte Herstellung vom Leder und Handschuhen berechnete, großzügige Fabrikanlage errichtet.

## Fabrik
Das neue Gebäude Ecke Boschstraße 62 / Bachofengasse 8 war dreistöckig, mit großen Boden- und Kellerräumen, angelegt. Es enthielt weit ausgedehnte Manipulations-, Fabriks- und Magazinsäle und war mit den modernsten technischen Hilfsmitteln und Maschinen zum rationellen Dampfbetrieb zur Handschuhledergerberei, Färberei und zur Handschuhherstellung ausgestattet. Eigene Dynamomaschinen sorgten für elektrische Beleuchtung. Das Werk war mit Dampfheizung und Wasserleitungen versehen und bot Platz für circa 200 Arbeiter und 100 Arbeiterinnen.
Die Fabrik verarbeitete Ende 1890 durchschnittlich 5000 bis 6000 gegerbte und gefärbte Handschuhfelle pro Woche, aus denen circa 8000 bis 10.000 Paar Handschuhe in den verschiedensten Längen und Ausstattungen und Ausführungen gefertigt wurden.

## k.u.k. Hoflieferant
Die Kunden des Hauses kamen aus ganzer Welt. Außer nach Österreich und den europäischen Ländern lieferte das Unternehmen insbesondere in den Orient, nach Nord- und Südafrika, Australien, Ostindien und andere. Bei allen größeren Ausstellungen der letzten Jahrzehnte wurde die Firma mit Ehrendiplomen, Gold- und Gedenkmedaillen geehrt.
Schon vor 1900 gehörten zu den Kunden Mitglieder der kaiserlichen Familie. Der Firmeninhaber wurde von Kaiser Franz Joseph I. zum k.u.k. Hof-Handschuhlieferanten ernannt und erhielt das Recht, den kaiserlichen Doppeladler im Schilde zu führen.